# ان-کلروسوکسینیمید
ان-کلروسوکسینیمید (به انگلیسی: N-Chlorosuccinimide) یک ترکیب شیمیایی با شناسه پاب‌کم ۳۱۳۹۸ است. شکل ظاهری این ترکیب، جامد است.